# Josep Segú i Soriano
Josep Segú i Soriano   (la Garriga, 19 de març de 1935 - la Garriga, 25 de juliol de 2010) va ser un ciclista català que fou professional entre 1956 i 1966. Els seus èxits esportius més importants els aconseguí a la Volta a Espanya on guanyà dues etapes i aconseguí la segona posició final a l'edició de 1959.

## Palmarès
Palmarès de Josep Segú i Soriano.
- 1953
  - 1r al Trofeu Jaumandreu
- 1955
  - Vencedor d'una etapa de la Volta a Llevant
- 1958
  - Vencedor d'una etapa de la Volta a Catalunya
  - 1r del Campionat de Barcelona
- 1959
  - Vencedor d'una etapa de la Volta a Catalunya
  - Vencedor d'una etapa de la Dauphiné Libéré
- 1960
  - 1r al Gran Premi Ajuntament de Bilbao
  - Vencedor d'una etapa de la Volta a Catalunya
  - Vencedor d'una etapa de la Barcelona-Madrid
- 1961
  - Vencedor d'una etapa de la Volta a Catalunya
- 1962
  - Vencedor d'una etapa de la Volta a Espanya
  - Vencedor de 4etapes de la Volta a Andalusia
  - 1r al Gran Premi Pascuas
- 1963
  - Vencedor d'una etapa de la Volta a Espanya
  - Vencedor d'una etapa de la Midi Libre
  - Vencedor d'una etapa de la Volta a la Rioja
- 1965
  - 1r a la Volta a Andalusia i vencedor d'una etapa
  - 1r a la Volta a Guatemala

### Resultats a la Volta a Espanya
- 1958. 42è de la classificació general
- 1959. 2n de la classificació general
- 1960. 20è de la classificació general
- 1962. 22è de la classificació general. Vencedor d'una etapa
- 1963. 31è de la classificació general. Vencedor d'una etapa
- 1965. 27è de la classificació general

### Resultats al Tour de França
- 1964. 45è de la classificació general